# Ваља Калулуј (Арђеш)
Ваља Калулуј (рум. Valea Calului) насеље је у Румунији у округу Арђеш у општини Шуичи. Oпштина се налази на надморској висини од 622 m.

## Становништво
Према подацима из 2002. године у насељу је живело 125 становника, од којих су сви румунске националности.